# Psalmberijming van 1773

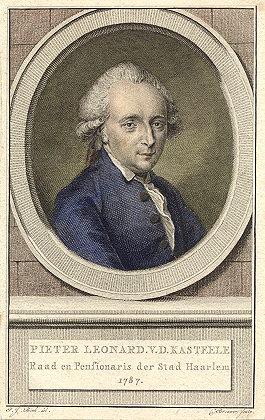
Pieter Leonard van de Kasteele, voorzitter van de Commissie tot de verbetering der Rijmpsalmen

De psalmberijming van 1773 is een nog altijd in Nederland gebruikte berijming die in 1773 op last van de Staten-Generaal in Nederland is ingevoerd, en die daarom ook wel de Statenberijming wordt genoemd. Het uitgangspunt van deze berijming vormen de melodieën van de Geneefse psalmen en de tekst van de psalmen in het Oude Testament.

## Achtergrond
Nederlandse calvinisten hingen bijzonder aan de psalmberijming van Petrus Datheen, die trouwens ook thans nog bij enkele gemeenten in gebruik is. Deze berijming was destijds gekozen uit de verschillende berijmingen die in het begin van de reformatie in Nederland waren ontstaan. Daaronder waren er enkele die wat dichtkunst betreft veel beter waren. Maar Datheen had onder het volk een goede naam. En zijn berijming was ontstaan in tijden van verdrukking en vervolging, waar hij zelf midden in zat. Veel psalmverzen in deze berijming spraken het eenvoudige volk aan, hoe moeilijk soms de rijm ook was wanneer Datheens psalmen gezongen werden. Er was oorspronkelijk nogal een grote strijd geweest, welke berijming officieel aanvaard zou worden, uiteindelijk werden dit de psalmen van Datheen.
Toch waren er van meet af aan verschillende bezwaren. Zodoende klonk steeds luider de roep om een nieuwe berijming. Toen Johannes Eusebius Voet in 1763 met een complete berijming voor de dag kwam, vroegen de Staten van Zuid-Holland aan de Staten-Generaal de arbeid van Voet, geneesheer te 's-Gravenhage, te willen sanctioneren en het daarheen te willen leiden, dat de Staten van alle Provinciën zich hierbij zouden aansluiten.

## Vervaardiging

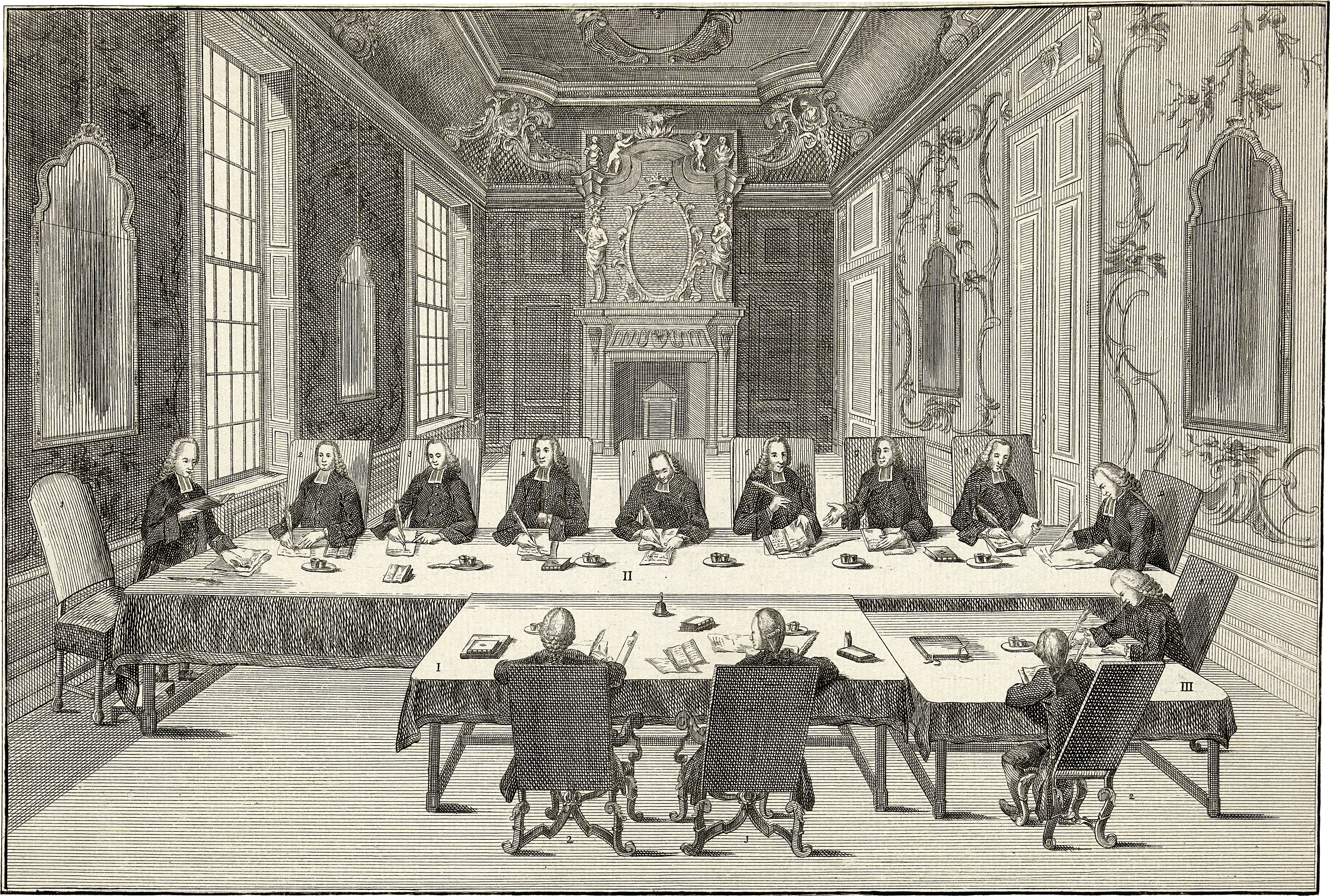
Bijeenkomst van de Commissie ter Verbetering van de Rijmpsalmen in het Mauritshuis

De Staten-Generaal verzochten daarop aan de Staten van alle Provincies afgevaardigden te willen benoemen voor een Staatscommissie onder toezicht van twee afgevaardigden van de Algemene Staten. Nu waren er verschillende berijmingen voorradig. Uit een drietal is ten slotte de nieuwe berijming samengesteld, hoewel men hier en daar ook nog wijzigingen heeft aangebracht. Dit waren psalmbundels van Johannes Eusebius Voet, Hendrik Ghijsen en het genootschap Laus Deo, Salus Populo. Men had een voorkeur voor de berijmingen die het beste de bedoeling van de psalmdichter weergaf, die het dichtst bij de Statenvertaling van de Bijbel bleef en het best overeenkwam met de godsdienstige begrippen der Nederduitse kerk. Men lette er ook op dat de verzen klaar, eenvoudig en verstaanbaar waren.
De commissie bestond uit negen predikanten, een uit elke provincie, en drie vertegenwoordigers van de regering. Na 121 keer te hebben vergaderd in het Mauritshuis in Den Haag kwam de commissie in juni 1773 met haar arbeid gereed.

## Presentatie
In een openbare vergadering op 2 juli 1773 werden de psalmen gepresenteerd aan de Staten-Generaal. Verschillende vooraanstaande mensen uit staat en kerk waren daarbij aanwezig. De secretaris, ds. Ahasverus van den Berg van Barneveld, las toen op plechtige wijze de Psalmen 111-118 voor. De Staten-Generaal waren algemeen ingenomen met de nieuwe berijming. Op 19 juli 1773 kwam men nog een keer bijeen. De commissieleden tekenden toen een verklaring op voorstel van de gemachtigden van de Staat, waarin ze stelden dat geen enkele afwijking van de gereformeerde leer overeenkomstig Gods Woord en de Drie Formulieren van Enigheid in de psalmberijming werd gevonden. Toen ging men naar de vergadering van de Staten-Generaal in plechtige optocht, waar ook de stadhouder aanwezig was. Daarin werd verslag gedaan van de arbeid en de Staten aanvaardden de nieuwe psalmberijming, zodat het nieuwe psalmboek gedrukt en uitgegeven kon worden. Voor in het psalmboek werd de volgende tekst opgenomen:
Wij onderschreevene Predikanten, door de Heeren Staaten der respective provinciën en van het landschap Drenthe gecommitteerd, en volgens Resolutie van hunne Hoog Mog. Heeren Staaten-Generaal der Vereenigde Nederlanden vergaderd zijnde tot verbetering der Nederduitsche Rijmpsalmen, verklaaren het achterstaande Boek der Psalmen, nevens de Gezangen, bij de Gereformeerde Kerken van Nederland in gebruik, overeenkomstig onze gedaane keuze, gemaakte veranderingen, aangenoomen spel- en schrijfregels geboekt te zijn, en dus voor het eenige echte afschrift van dezelven te houden; dat ook de hier achterstaande verbeteringen en nadere bepalingen volgens ons besluit hier bijgevoegd zijn; alsmede dat wij met alle naauwkeurigheid hebben toegezien, dat in deze nieuwe berijming niets mogte voorkomen eenigszins strijdig met de aangenoomene leer der Gereformeerde Kerken, zooals die naar Gods Woord in den Heidelbergschen Catechismus, de Belijdenisse des Geloofs en de Canones van het Synode Nationaal, te Dordrecht in de jaaren 1618 en 1619 gehouden, vervat is; gelijk wij ook in gemoede verklaaren dat in deze berijming niets gevonden wordt in het allerminst afwijkende van de bovengemelde Formulieren van eenigheid; 't welk alles wij getuigen met onderteekening onzer handen.
Is geteekend:
Uit Gelderland, AHASVEROS VAN DEN BERG, predikant te Barneveld.
Uit Zuid-Holland, JOANNES VAN SPAAN, predikant te 's-Gravenhage.
Uit Noord-Holland, RUTGER SCHUTTE. predikant te Amsterdam.
Uit Zeeland, JOSUA VAN IPEREN, predikant te Veere.
Uit Utrecht. JACOBUS HINLOOPEN. predikant te Utrecht
Uit Friesland. GEORGIUS LEMKE. predikant te Harlingen.
Uit Overijssel. DIRK SEMEINS VAN BINNEVEST. predikant te Deventer.
Uit Stad en Lande. THEODORUS LUBBERS. predikant te Groningen.
Uit Drenthe. HENRIKUS JOHANNES FOLMER. predikant te Dwingeloo.
(Laager staat): De bovenstaande onderteekening is geschied den 19den Julij 1773.
Mij present, PIETER LEONARD VAN DE KASTEELE. Amanuensis van de :Edele Mog. Heeren Commissarissen tot de verbetering der Rijmpsalmen.

## Ingebruikname
Op last van de Algemene Staten, werd deze berijming officieel ingevoerd op 1 januari 1775. Op vele plaatsen, waar men niet van Datheen kon scheiden, werd met de datum van invoering behoorlijk de hand gelicht. Op veel plaatsen in Zeeland gaf de invoering moeilijkheden, onder andere in Arnemuiden. De plaatselijke predikant, Ds. Cornelis Vos, was een verklaard tegenstander van de nieuwe berijming en besloot zich van alle dreigementen van de overheid niets aan te trekken. De gemeente bleef ondanks alle strafbepalingen gewoon de berijming van Datheen zingen, tot de dood van ds. Vos in 1776. Onder zijn opvolger werden de nieuwe psalmen bijna geruisloos ingevoerd. In Vlaardingen en in Maassluis was er zoveel verzet tegen de nieuwe berijming, dat, toen de overheid ingreep, de voor- en tegenstanders met elkaar op de vuist gingen. Dit staat bekend als het  Psalmenoproer. Op den duur zijn alle hervormde gemeenten overgestapt, zij het dat later afgescheiden gemeenten in de 19e eeuw opnieuw de berijming van Datheen hebben ingevoerd. In de 20e eeuw zijn nieuwe berijmingen ontstaan, zoals de nieuwe berijming uit 1967. De berijming van 1773 wordt in de eenentwintigste eeuw hoofdzakelijk nog gebruikt in bevindelijk gereformeerde kerken.

## Kritiek
De moeilijkheden met de invoering van de nieuwe berijming uit 1773 komen voort uit (theologische) kritiek. Oude en hedendaagse kritiek:
- De berijming heeft kenmerken van het denken dat kenmerkend is voor de Verlichting. Zo wordt het woord 'deugd' en 'Opperwezen' gebruikt.[1]
- De berijming volgt niet altijd even trouw de onberijmde tekst. De berijming heeft vaak veel (onnodige) toevoegingen.
- De berijming heeft veel samentrekkingen ter wille van rijm (paân, woên, voên, smeên, tegenheên, goôn) of ter wille van metrum (gloênde voor gloeiende etc.).
- De berijming is onduidelijk en onbegrijpelijk. Woorden hebben inmiddels een andere betekenis gekregen.
- De berijming is niet altijd eenvoudig ritmisch te zingen.